# Cormo (esporófito)
El cormo es una forma de organización del cuerpo de las plantas vasculares. Es una estructura diferenciada en tejidos que están organizados en dos órganos: raíz y vástago. El vástago normalmente puede diferenciarse en tallo y hojas. Cada órgano posee una función distinta: la raíz tiene la función de absorber agua y sales, el vástago tiene la función de fotosintetizar. Si el vástago está diferenciado en tallo y hojas, el tallo tiene la función de sostén. Un sistema de haces vasculares vincula a la raíz y el vástago, llevando el agua y las sales al vástago a través del xilema, y llevando los productos de la fotosíntesis a las raíces a través del floema.
- Datos: Q14772573